# Hegau-Bibliothek
Die Hegau-Bibliothek in Singen (Hohentwiel) ist eine öffentliche Spezialbibliothek zur Förderung der historischen und naturwissenschaftlichen Erforschung des Hegaus (Hegovia) und seiner weiteren Umgebung. Sie befindet sich in der Schwarzwaldstr. 7 
Darüber hinaus wird auch wichtiges Schrifttum rund um den Bodensee und des gesamten südwestdeutschen Raumes, einschließlich der benachbarten Länder Schweiz und Österreich, berücksichtigt. Es gibt ein Zeitungsarchiv und auch Kunstkataloge werden gesammelt. Der Gesamtbestand der Hegau-Bibliothek umfasst etwa 80.000 Bände, sowie etwa 3.000 Karten und Stadtpläne. An laufenden Zeitschriften werden etwa 700 geführt. Im Lesesaal der Bibliothek können in der umfangreichen Handbibliothek viele Nachschlagewerke, Handbücher und wichtige Standardwerke eingesehen werden. Eine enge Zusammenarbeit besteht mit dem Hegau-Geschichtsverein, der auch die Buchreihe Hegau-Bibliothek  herausgibt. Den Grundstock bildeten bei der Gründung im Jahr 1955 die Bestände des Stadtarchivs und des Hegau-Museums.